# مطار الجورة
مطار الجورة هو مطار يقع في شمال شبه جزيرة سيناء، مصر. وتبلغ مساحته 7818 [بحاجة لمصدر] فدان هو مخصص لحركه الطائرات متعدده الجنسيات التابعة للأمم المتحدة و يحتوي مدرج رئيسي 2400م× 45م غير صالح للاستخدام و مدرج فرعي 1700م×30م.